# Stadium Arcadium
Stadium Arcadium är ett 28-låtars dubbelalbum av rockgruppen Red Hot Chili Peppers som släpptes den 5 maj 2006.
Skivan är 1,5 år av Red Hot Chili Peppers samlade arbete. De hade inte släppt någon ny skiva på fyra år innan Stadium Arcadium. På skivan finns låtar från alla olika "sounds" som bandet har varierat i sina låtar, som både deras stora hit "Californication" och deras mindre kända "One Big Mob".
Det släpptes fem singlar från Stadium Arcadium. Dessa är "Dani California", "Tell Me Baby", "Snow ((Hey Oh))", "Descration Smile" och "Hump de Bump". De har även utnämnt en video gjord av några fans som den officiella videon till "Charlie".
Sångaren Anthony Kiedis om albumet: "It's heavy, but it's emotionally heavy with lots of beautiful melodies."
Stadium Arcadium-turnén sträckte sig från maj 2006 till augusti 2007. 

## Låtlista
Skiva 1, Jupiter
1. "Dani California" - 4:42
2. "Snow ((Hey Oh))" - 5:34
3. "Charlie - 4:37"
4. "Stadium Arcadium" - 5:15
5. "Hump de Bump" - 3:33
6. "She's Only 18" - 3:25
7. "Slow Cheetah" - 5:19
8. "Torture Me" - 3:44
9. "Strip My Mind" - 4:19
10. "Especially in Michigan" - 4:00
11. "Warlocks" - 3:25
12. "C'mon Girl" - 3:48
13. "Wet Sand" - 5:09
14. "Hey" - 5:39

Skiva 2, Mars
1. "Desecration Smile" - 5:04
2. "Tell Me Baby" - 4:07
3. "Hard to Concentrate" - 4:01
4. "21st Century" - 4:22
5. "She Looks to Me" - 4:06
6. "Readymade" - 4:30
7. "If" - 2:52
8. "Make You Feel Better" - 3:51
9. "Animal Bar" - 5:25
10. "So Much I" - 3:44
11. "Storm in a Teacup" - 3:45
12. "We Believe" - 3:36
13. "Turn It Again" - 6:06
14. "Death of a Martian" - 4:24

## Singlar
- "Dani California" (3 maj 2006)
- "Tell Me Baby" (19 juli 2006)
- "Snow ((Hey Oh))" (22 november 2006)
- "Desecration Smile" (14 februari 2007)
- "Hump de Bump" (7 april 2007)

## Medverkande
- Anthony Kiedis – sång
- John Frusciante – gitarr, bakgrundssång, keyboards
- Michael "Flea" Balzary – bas, trumpet
- Chad Smith – trummor
- Rick Rubin – producent
- Gus Van Sant – art direction
- Billy Preston – clavinet på "Warlocks"
- Omar Rodríguez-López – gitarrsolo på "Especially in Michigan"
- Emily Kokal – bakgrundssång på "Desecration Smile"
- Brad Warnaar – franskt horn på "Stadium Arcadium"
- Richard Dodd – cello på "She Looks to Me"
- Natalie Baber, Mylissa Hoffman, Alexis Izenstark, Spencer Izenstark, Dylan Lerner, Kyle Lerner, Gabrielle Mosbe, Monique Mosbe, Sophia Mosbe, Isabella Shmelev, Landen Starman, Wyatt Starkman – bakgrundssång på "We Believe"
- Michael Bolger – trombon på "Turn It Again"
- Paulinho Da Costa och Lenny Castro – kompletterande percussion
- Shane Jackson – assistent och fotografi
- Andrew Scheps- mixning
- Steve Hoffman - mastering (vinyl)
- Vlado Meller – mastering (CD)

1. ↑  läs online, www.grammy.com .[källa från Wikidata]